# Varennes-sur-Seine
Varennes-sur-Seine ist eine französische Gemeinde mit 3724 Einwohnern (Stand: 1. Januar 2022) im Département Seine-et-Marne in der Region Île-de-France. Sie gehört zum Arrondissement Provins und zum Kanton Montereau-Fault-Yonne. Die Einwohner werden Varennois genannt.

## Geographie
Varennes-sur-Seine liegt an der Seine. Umgeben wird Varennes-sur-Seine von den Nachbargemeinden La Grande-Paroisse im Norden und Westen, Montereau-Fault-Yonne im Nordosten und Osten, Cannes-Écluse im Osten, Esmans im Südosten, Noisy-Rudignon im Süden sowie Ville-Saint-Jacques im Südwesten.

## Bevölkerungsentwicklung
| 1962 | 1968 | 1975 | 1982 | 1990 | 1999 | 2006 | 2011 |
| ---- | ---- | ---- | ---- | ---- | ---- | ---- | ---- |
| 2793 | 3069 | 3290 | 2900 | 3055 | 3153 | 3155 | 3377 |

## Sehenswürdigkeiten

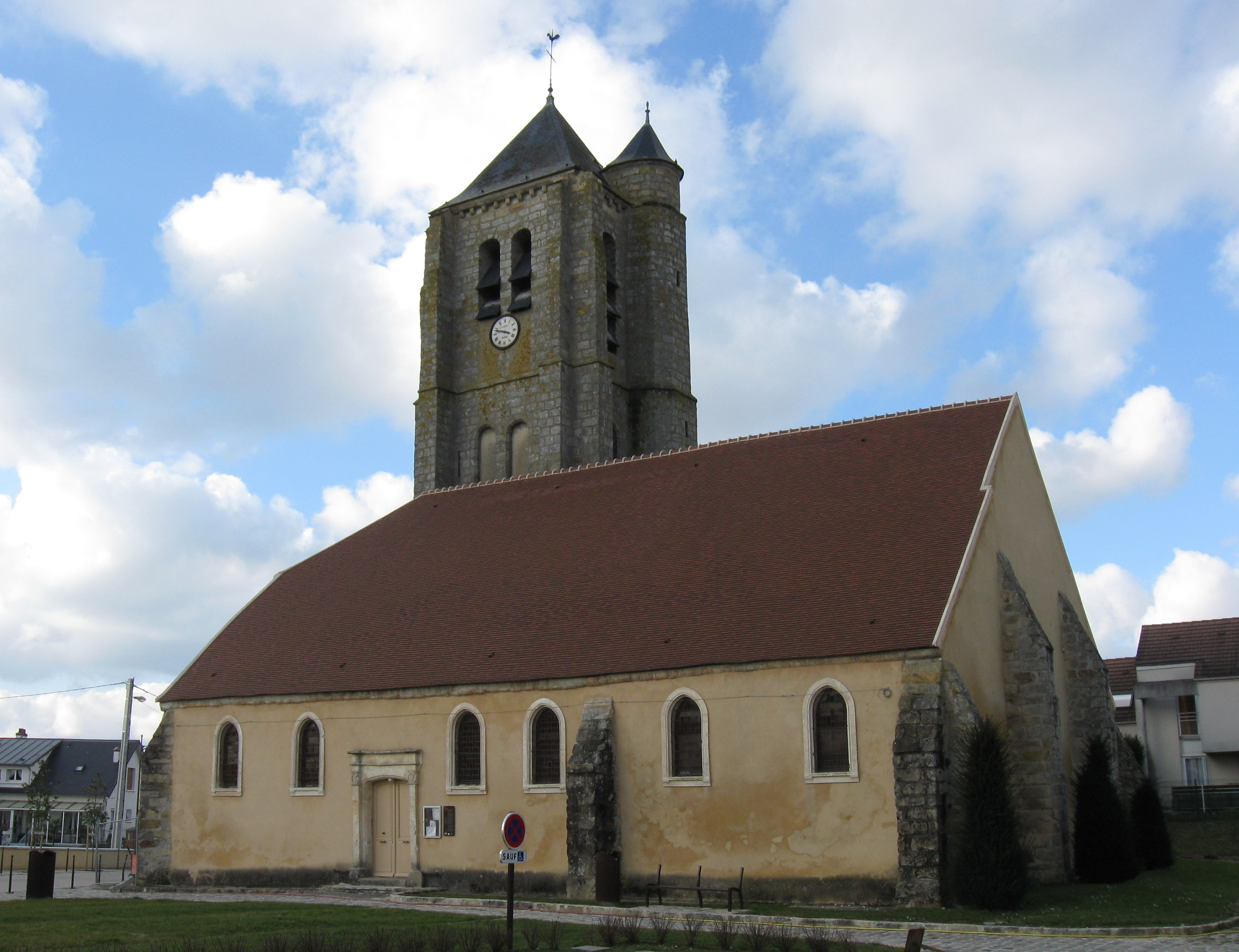
Kirche Saint-Lambert

Siehe auch: Liste der Monuments historiques in Varennes-sur-Seine
- Kirche Saint-Lambert, zu Beginn des 13. Jahrhunderts erbaut, im 15. Jahrhundert kleinere Umbauten, Monument historique seit 1946
- Seenlandschaft Grand Marais
- Urgeschichtliche Grabungsstelle Marais du Colombier mit neolithischen Funden